# 2014 în știință
În 2014 au avut loc o serie de evenimente științifice importante, inclusiv prima aterizare robotică pe o cometă și prima recuperare completă a unei paraplegii cu ajutorul celulelor stem. De asemenea, anul a fost marcat de o expansiune semnificativă a utilizării și sofisticării la nivel mondial a unor tehnologii precum vehiculele aeriene fără pilot și dispozitivele electronice portabile.
Organizația Națiunilor Unite a declarat anul 2014 Anul internațional al agriculturii familiale și al cristalografiei.

## Evenimente

### Ianuarie

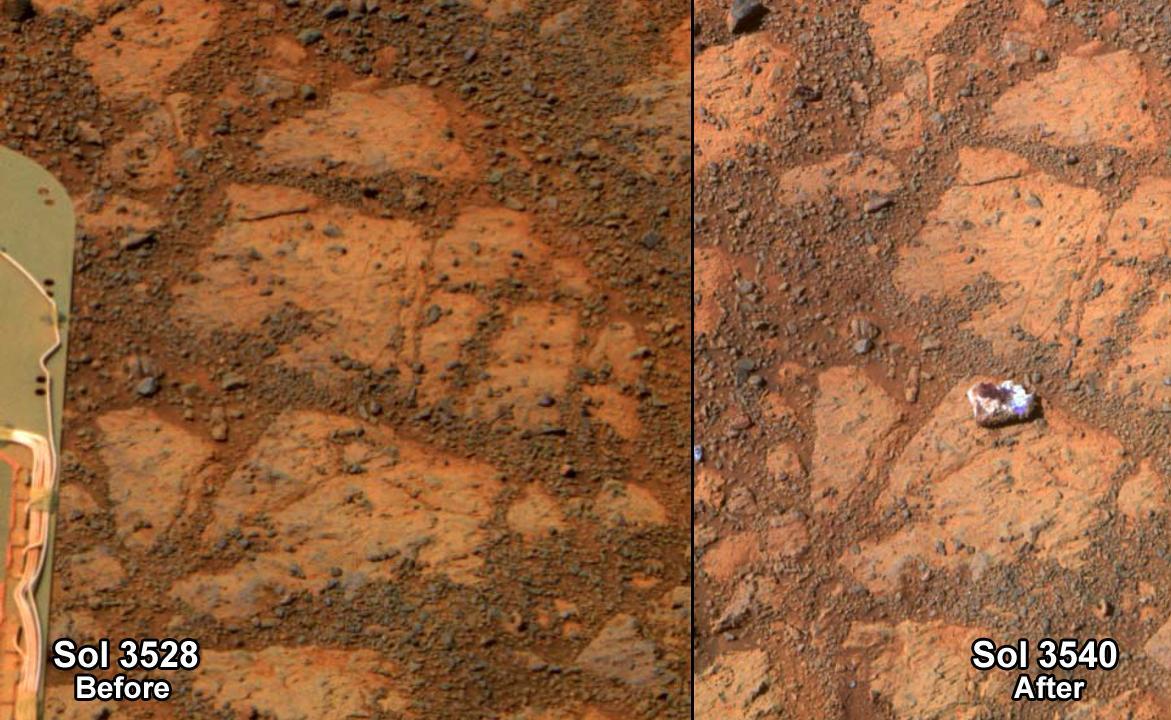
Piatra „misterioasă” găsită de roverul Opportunity pe planeta Marte – comparație imagini: Sol 3528 și Sol 3540 (23 ianuarie 2014) (b/w) (soluție).

- 2 ianuarie – Asteroidul AA 2014 cu o dimensiune de 2-4 metri în diametru a lovit Pământului la câteva ore după ce a fost văzut prima dată. Aceasta a fost pentru a doua oară când un asteroid a fost observat înainte de a avea un impact asupra Pământului (prima dată fiind 2008 TC3).
- 8 ianuarie – Un studiu detaliat asupra populațiilor de lei a relevat faptul că în Africa de Vest, numărul acestora s-a prăbușit, rămânând mai puțin de 250 de adulți.[4]
- 16 ianuarie – Mormântul faraonului Senebkay a fost descoperit de un grup de arheologi de la Universitatea din Pennsylvania.[5]
- 17 ianuarie – NASA raportează că o piatră de pe Marte, numită „Insula Pinnacle”, care nu se afla într-o imagine făcută de roverul Opportunity, a apărut „în mod misterios” 13 zile mai târziu într-o imagine similară..[2][3]Actualizare (14 februarie 2014): „Misterul” pare să fi fost rezolvat - a fost găsită  locul în care roca a fost dislocată de rover. (imagine)
- 22 ianuarie
  - Oamenii de știință ESA raportează detectarea, pentru prima dată, a vaporilor de apă pe planeta pitică, Ceres, cel mai mare obiect din centura de asteroizi.[6]
  - Cercetătorii au stabilit că primele amintiri anterioare vârstei de trei ani vor tinde să dispară atunci când un copil va împlini vârsta de șapte ani, fenomen cunoscut sub numele de „amnezia copilăriei”.[7]
- 26 ianuarie – Cercetările noi indică faptul că cea mai mare parte a Marelui Canion este mult mai tânără decât se credea până acum, formându-se cu 5 sau 6 milioane de ani în urmă, comparativ cu 70 de milioane de ani, cum s-a estimat anterior.[8]
- 27 ianuarie – Analiza genetică a unui bărbat european de acum 7.000 de ani a dezvăluit că are pielea închisă, părul închis și ochii albaștri - sugerând că pielea mai deschisă la culoare a evoluat mult mai târziu decât s-a presupus anterior.[9]
- 29 ianuarie – Axolotl ar putea să fi dispărut în sălbăticie. Nu a fost găsit nici unul, potrivit unui studiu recent privind singurul său habitat natural rămas, Lacul Xochimilco.[10]
- 31 ianuarie – Primele maimuțe din lume cu gene modificate de CRISPR/Cas9, o nouă formă de inginerie ADN, au fost create într-un laborator chinez.[11]

### Februarie

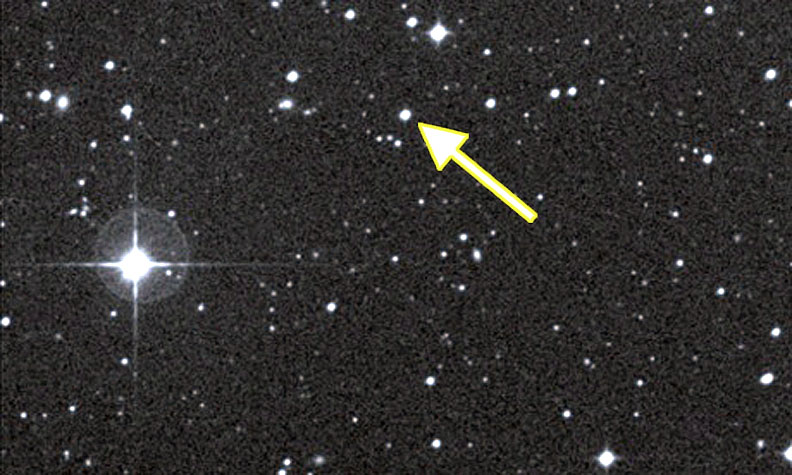
9 februarie: Se anunță descoperirea uneia dintre cele mai vechi stele cunoscute din Univers, SMSS J031300.36-670839.3. Vârsta ei este estimată la 13,7 miliarde de ani.

- 3 februarie – Până în anii 2080, majoritatea fostelor orașe-gazdă ale Olimpiadei de iarnă nu vor mai fi potrivite pentru găzduirea Jocurilor din cauza lipsei de zăpadă, arată un nou studiu.[12]
- 7 februarie – Arheologii raportează că amprente umane, posibil de Homo antecessor, care pot avea până la 1 milion de ani vechime, au fost găsite la Happisburgh, în estul Angliei, în mai 2013.[13][14][15][16]
- 9 februarie – Se anunță descoperirea uneia dintre cele mai vechi stele cunoscute din Univers, SMSS J031300.36-670839.3. Vârsta ei este estimată la 13,7 miliarde de ani.[17]
- 10 februarie
  - Tehnici de datare noi și mai precise indică faptul că Extincția Permian-Triasic s-a întâmplat pe parcursul a 60.000 de ani, de aproximativ 10 ori mai rapid decât se credea anterior.[18]
  - Nanomotorii au fost controlați în interiorul celulelor vii pentru prima dată.[19]
- 12 februarie 
  - A fost realizată prima hartă geologică globală a lui Ganymede, cel mai mare satelit din Sistemul Solar.[20]
  - O fosilă de ihtiozaur recent descoperită a dezvăluit cea mai timpurie naștere a reptilelor vii, care datează de 248 de milioane de ani. Aceasta sugerează că purtătorii au evoluat pe uscat și nu în mare.[21]
- 21 februarie – NASA anunță o bază de date actualizată[22] pentru urmărirea hidrocarburilor aromatice policiclice (PAH) din Univers. Potrivit oamenilor de știință, mai mult de 20% din carbonul din Univers poate fi asociat cu PAH, posibile materii prime pentru formarea vieții. PAH-urile par să se fi format la scurt timp după Big Bang, sunt abundente în Univers,[23][24][25] și sunt asociate cu stele și exoplanete noi.[22][25]
- 27 februarie – Oamenii de știință ai NASA raportează că Yamato 000593, al doilea meteorit ca mărime de pe Marte găsit pe Terra, conține sfere microscopice bogate în carbon care s-au putut forma din activitate biotică.[26][27][28]

### Martie

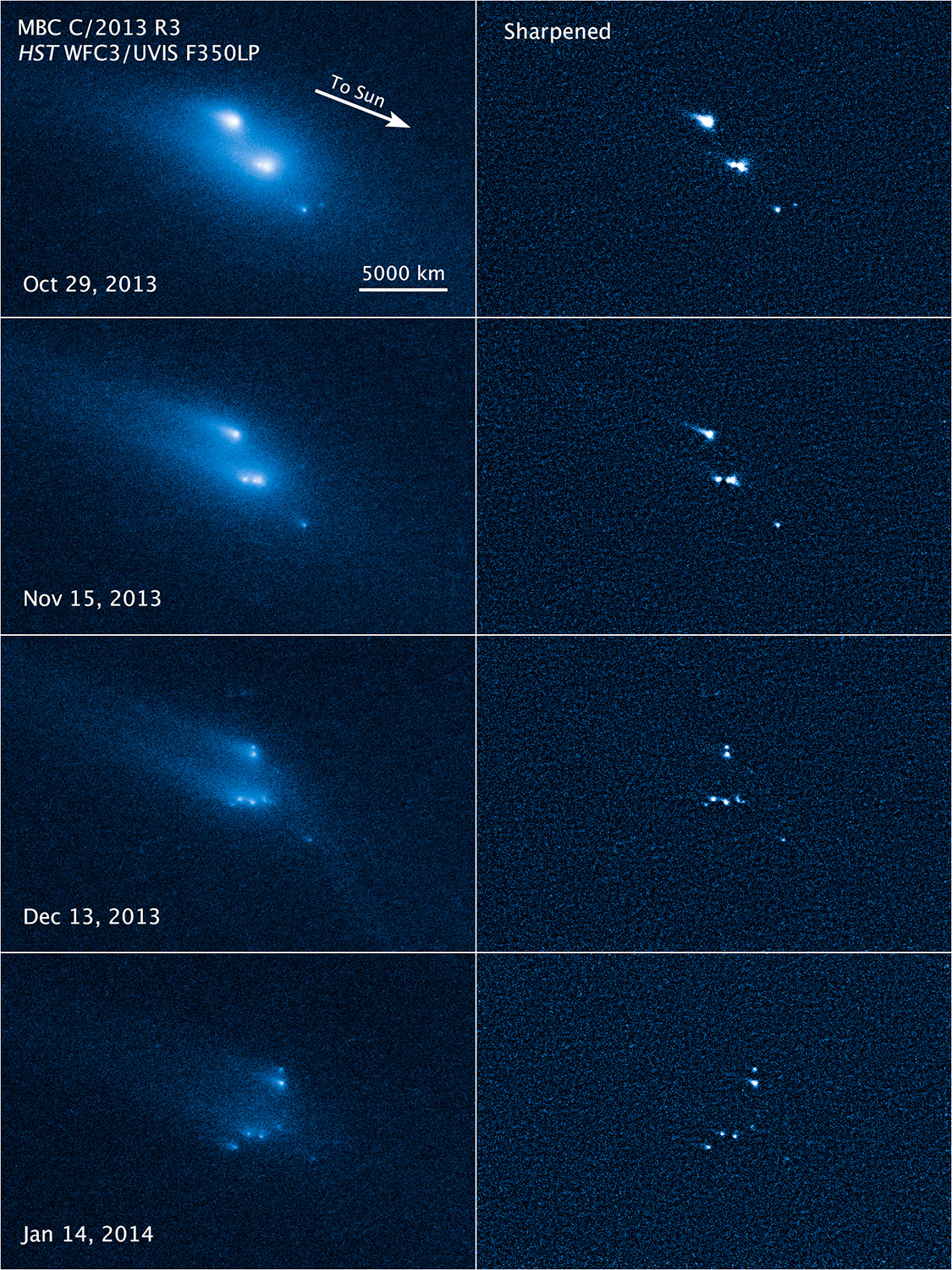
6 martie: Dezintegrarea asteroidului P/2013 R3 observată de Telescopul Spațial Hubble.

- 3 martie – Oamenii de știință anunță descoperirea virusurilor gigant Pithovirus sibericum, în mostre de permafrost colectate în regiunea Chukotka din nord-estul Siberiei.[30]
- 5 martie – Cercetătorii NASA raportează că asteroidul 2014 DX110, un asteroid din apropierea Pământului, cu diametrul de aproximativ 20–40 m, a trecut la mai puțin de 1 distanță lunară de Terra.[31]
- 6 martie – NASA raportează dezintegrarea asteroidului P/2013 R3 observată de Telescopul Spațial Hubble (imagini).[29]
- 12 martie – Very Large Telescope descoperă cea mai mare hipergigantă galbenă cunoscută, V766 Centauri, care are de 1300 de ori diametrul Soarelui. Are o stea de companie care orbitează atât de aproape, încât cele două stele sunt aproape contopite.[32]
- 26 martie – Astronomii raportează descoperirea primului sistem de inel din jurul unui asteroid (10199 Chariklo).[33]
- 27 martie – Un studiu constată că balena lui Cuvier este capabilă să se scufunde până la adâncimea de 3,2 km și să stea sub apă timp de 137 minute, ambele fiind recorduri pentru un mamifer.[34]
- 30 martie  – S-au demonstrat primele dovezi conform cărora CRISPR poate inversa simptomele bolii la animalele vii. Folosind această nouă tehnică de editare a genelor, cercetătorii MIT au vindecat șoareci de o afecțiune hepatică rară.[35]

### Aprilie

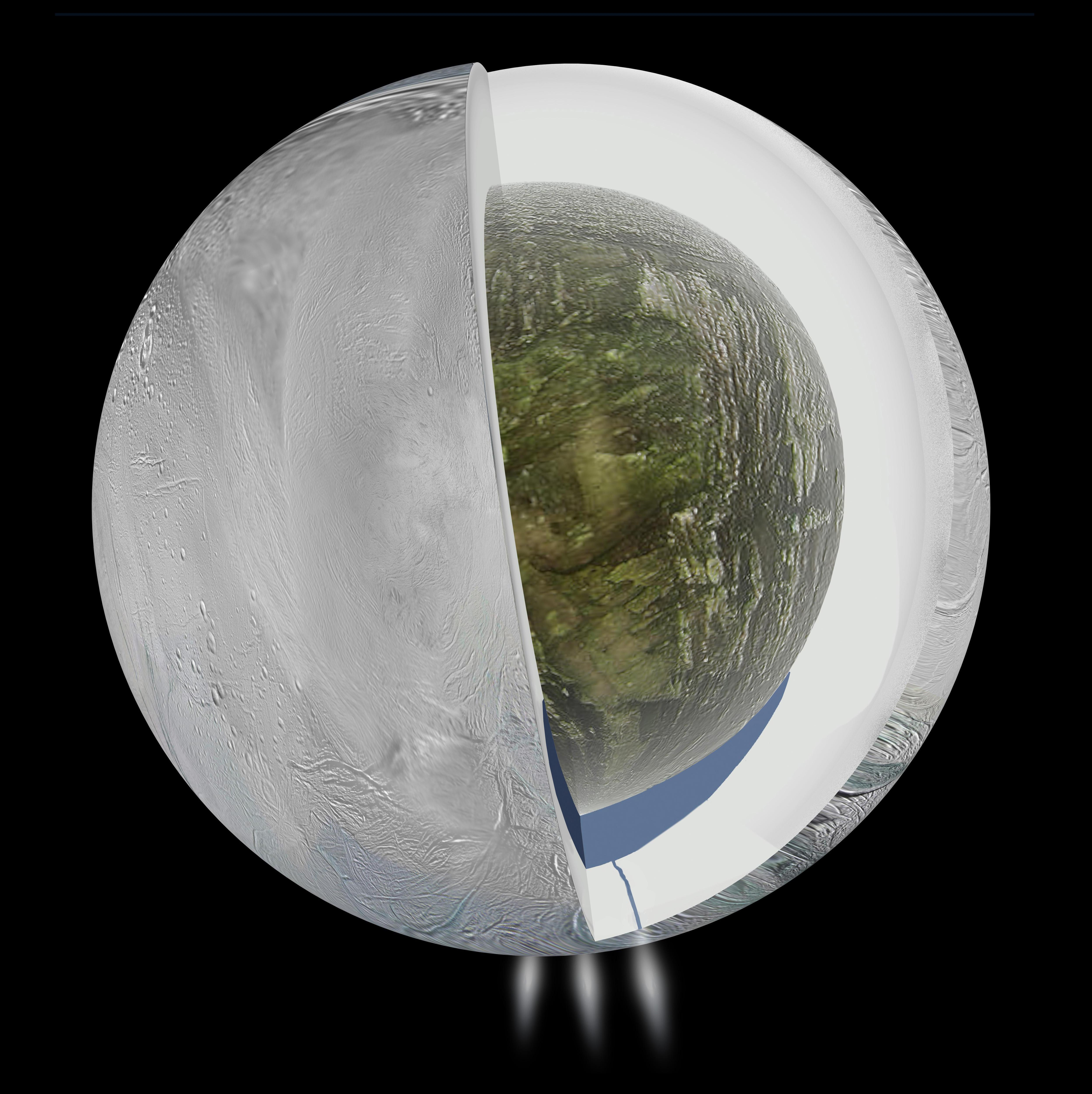
3 aprilie: Dovezi ale unui ocean subteran de apă lichidă pe Enceladus, satelitul planetei Saturn. (concept artistic)

- 3 aprilie – NASA anunță dovezi pentru un ocean subteran mare de apă lichidă pe Enceladus, satelitul planetei Saturn, găsite de sonda spațială Cassini. Potrivit oamenilor de știință, dovezile unui ocean subteran sugerează că Enceladus este unul dintre cele mai probabile locuri din Sistemul Solar care ar putea „găzdui viața microbiană”.[36][37]
- 10 aprilie – Astronomii NASA raportează că telescopul spațial Hubble poate măsura cu precizie distanțe de până la 10.000 de ani lumină distanță, folosind scanarea spațială, o îmbunătățire de zece ori a măsurătorilor anterioare.[38] (imagine asociată)
- 17 aprilie  – Advanced Cell Technology anunță că a creat noi celule stem embrionare umane prin fuzionarea ADN-ului de la un adult cu un ovul de la care s-a îndepărtat nucleul, o formă de clonare umană.[39]
- 30 aprilie
  - Rezistența la antibiotice este acum o „amenințare globală majoră” pentru sănătatea publică, potrivit unui raport al Organizației Mondiale a Sănătății.[40][41]
  - Astronomii au măsurat pentru prima dată lungimea zilei unei exoplanete. S-a constatat că Beta Pictoris b are o zi care durează doar opt ore.[42]

### Mai

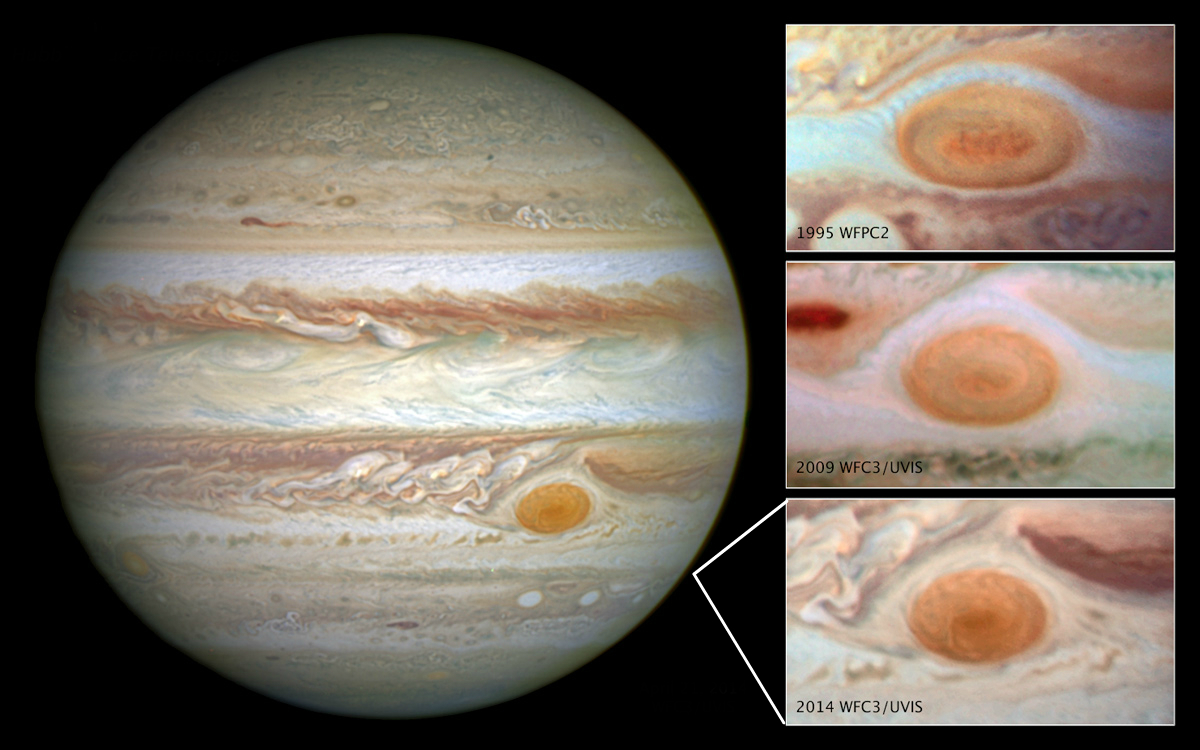
15 mai: Marea Pată Roșie a lui Jupiter continuă să se micșoreze.

- 7 mai – În revista Nature Communications se publică articolul prin care este anunțată descoperirea în sudul Chinei a unei noi specii de dinozaur, Qianzhousaurus sinensis, din aceeași familie cu Tyrannosaurus rex.[44]
- 15 mai – Marea Pată Roșie a lui Jupiter continuă să se micșoreze, așa cum arată  imaginile noi.[43][45]
- 17 mai – Paleontologii din Argentina descoperă ceea ce pare a fi cel mai mare dinozaur descoperit până în prezent. Pe baza oaselor sale gigantice, s-a estimat că avea 40 metri lungime și 20 metri înălțime, cântărind 77 de tone. Face parte din clada Titanosauria și a trăit în pădurile din Patagonia acum  95-100 de milioane de ani.[46]
- 19 mai – Oamenii de știință anunță că numeroși microbi, precum Tersicoccus phoenicis, pot fi rezistenți la metodele utilizate în mod obișnuit în camerele curate unde se asamblează navee spațiale și, în consecință, navele spațiale pot fi contaminate neintenționat. Cu toate acestea, nu se știe în prezent dacă astfel de microbi rezistenți ar putea rezista la deplasarea spațială.[47]

### Iunie
- 3 iunie

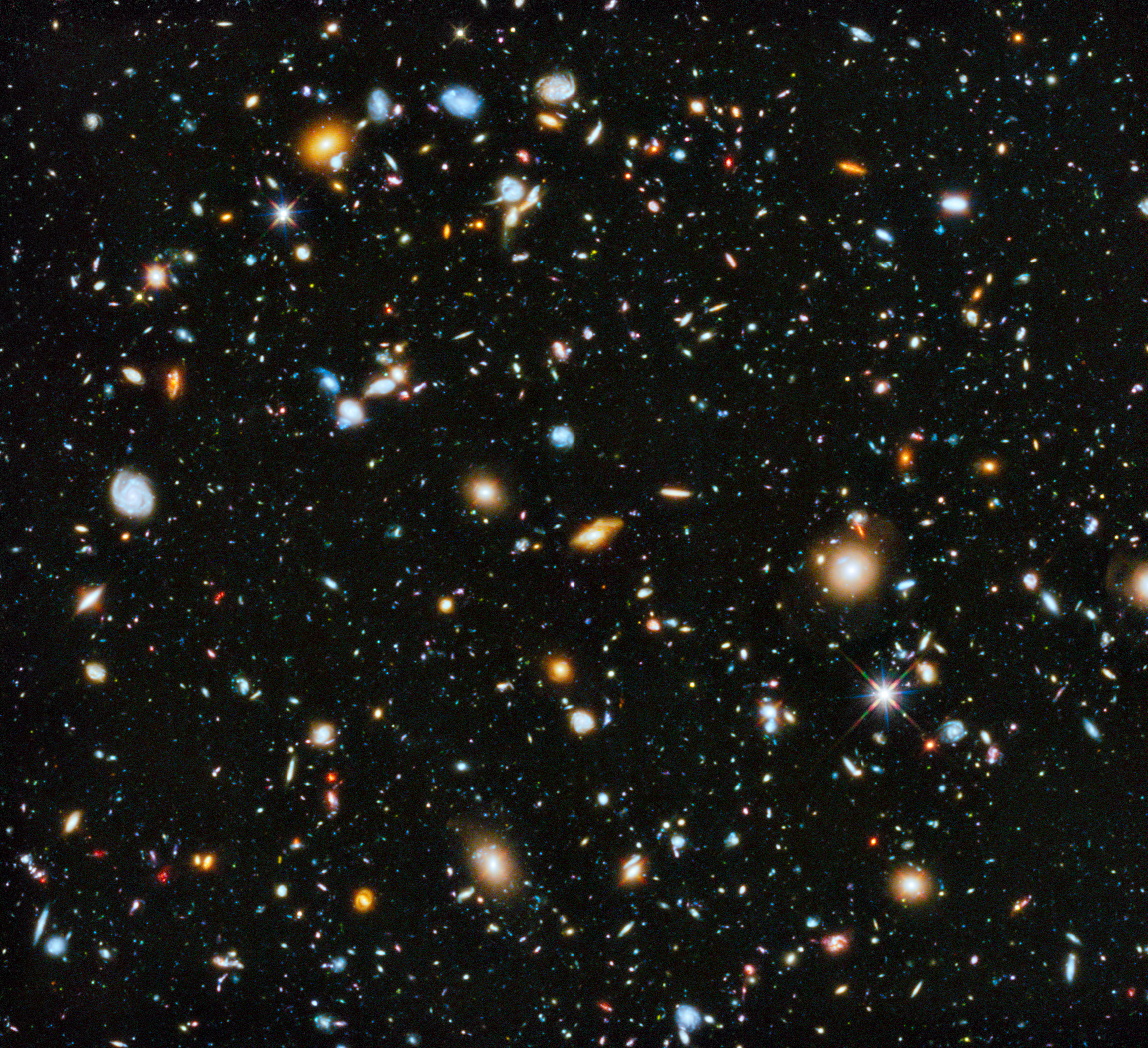
3 iunie: Imaginea Hubble Ultra-Deep Field include galaxii care au s-au format la scurt timp după Big Bang.

  - NASA publică imaginea Hubble Ultra-Deep Field compusă pentru prima dată din întreaga gamă de lumină ultravioletă până la aproape infraroșu. Imaginea, din constelația Cuptorul, include unele dintre cele mai îndepărtate galaxii care au fost captate de un telescop optic, existente la scurt timp după Big Bang.[48] (imagine asociată)
  - Roverul Curiosity aflat pe planeta Marte observă planeta Mercur care tranzitează Soarele, marcând prima dată când un tranzit planetar a fost observat de pe un corp ceresc în afara Pământului.[49] (imagine asociată)
- 16 iunie – Comportamentul sedentar crește riscul anumitor tipuri de cancer, potrivit unui nou studiu.[50]
- 23 iunie – NASA anunță dovezi puternice că azotul din atmosfera lui Titan, un satelit al planetei Saturn, vine din materiale din Norul Oort, asociate cu comete, și nu din materiale care au format Saturn în vremurile anterioare.[51]

### Iulie
- 7 iulie

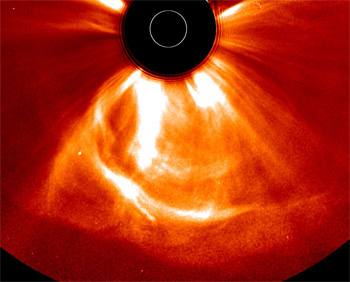
23 iulie: NASA anunță că superfurtuna solară care a avut loc la 23 iulie 2012 a ratat cu puțin Terra.

  - Conform rezultatelor unor studii recente, urmele de pași găsite în peștera Ciur Izbuc din România încă din 1965 s-au dovedit a fi cele mai vechi urme de pași de Homo sapiens din Europa, cu o vechime de aproximativ 36.500 ani. Galeria, denumită Sala Pașilor, conține aproximativ 400 de urme de pași ale oamenilor preistorici, considerate ca aparținând unei familii (bărbat, femeie, copil) care a folosit spațiul drept locuință.[53]
  - Oamenii de știință anunță descoperirea unei păsări preistorice gigantice, numită Pelagornis sandersi, cu cea mai mare anvergura a aripilor (până la aproximativ 7,4 m).[54][55]
- 23 iulie – NASA raportează că un eveniment masiv, potențial dăunător, Superfurtuna solară care a avut loc la 23 iulie 2012 a ratat cu puțin Terra.[52][56] Există o șansă estimată de 12% de a avea loc un eveniment similar între 2012 și 2022.[52][52]
- 28 iulie – NASA raportează că roverul Opportunity, după ce a călătorit peste 40 km pe planeta Marte, a stabilit un nou record „în afara lumii”, ca cea mai mare distanță străbătură, depășind recordul anterior deținut de roverul Lunokhod 2 al Uniunii Sovietice care a parcurs 39 km.[57][58] (imagine asociată)

### August

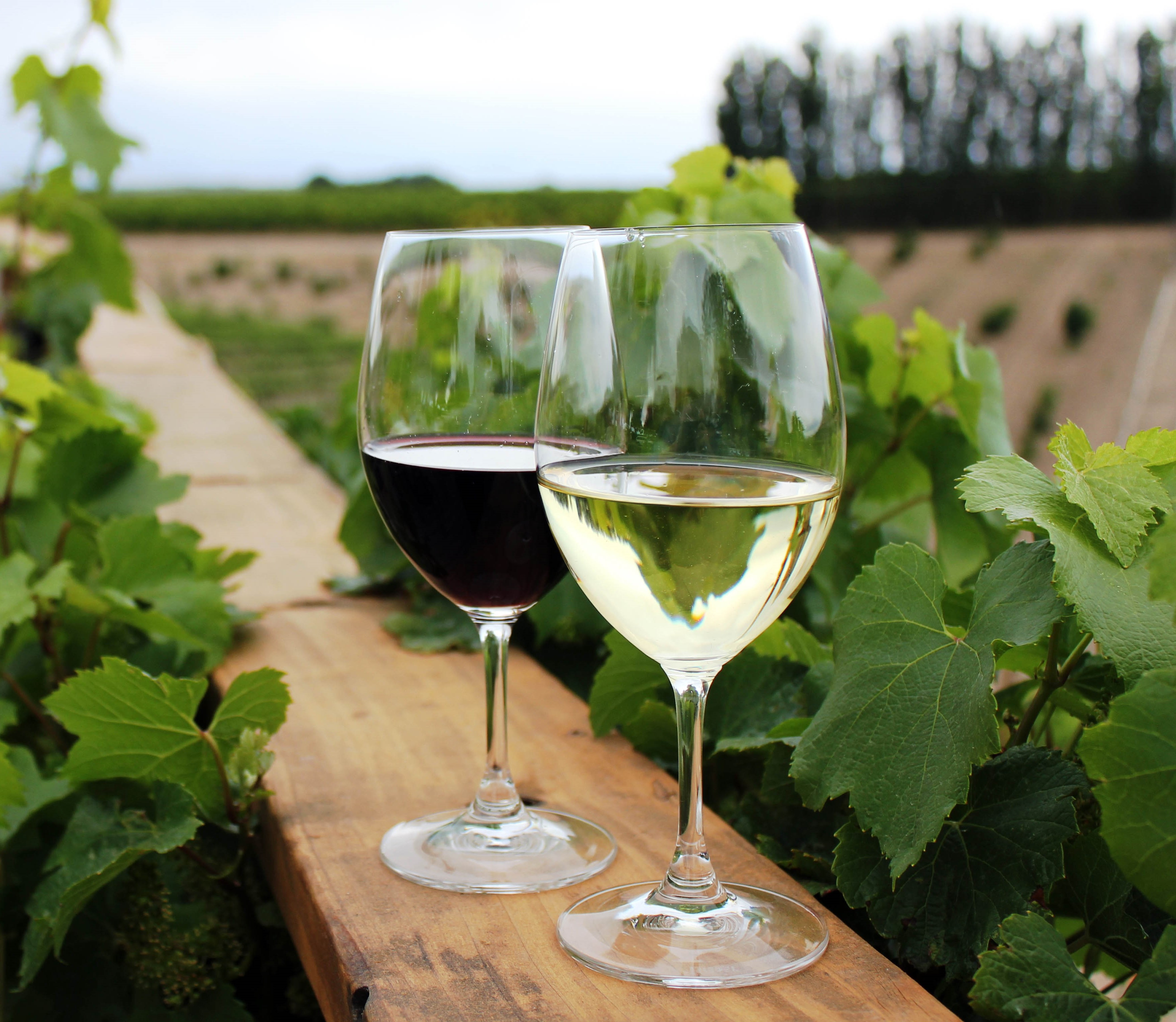
31 august: Vinul protejează numai împotriva bolilor cardiovasculare la persoanele care fac exerciții fizice, arată un studiu.

- 6 august  – Nava spatiala Rosetta ajunge la cometa 67P/Churyumov–Gerasimenko. Urmează ca nava spațială să înceapă pentru prima dată studii extinse ale unei comete și este de așteptat ca o sondă asociată numită Philae să aterizeze pe suprafața cometei în noiembrie 2014.[59]
- 7 august – Oamenii de știință de la IBM Research au creat un cip neuromorfic (asemănător creierului) cu 1 milion de neuroni programabili și 256 de milioane de sinapse programabile în 4096 de nuclee neurosinaptice individuale.[60]
- 20 august 
  - Cosmonauții ruși raportează că au găsit plancton de mare pe suprafețele exterioare ale ferestrei Stației Spațiale Internaționale și nu sunt în măsură să explice cum a ajuns acolo.[61][62][63][64]
  - Un nou studiu sugerează că oamenii moderni și Neanderthalii au coexistat în Europa timp de pînă la 5000 de ani - de 10 ori mai mult decât se credea anterior.[65]
  - Oamenii de știință au descoperit zona creierului responsabilă de motivația exercițiului - habenula mediană dorsală.[66]
- 31 august – Vinul protejează numai împotriva bolilor cardiovasculare la persoanele care fac exerciții fizice, arată un studiu.[67]

### Septembrie
- 2 septembrie  – Rata actuală de dispariție a speciilor este de 1.000 de ori mai rapidă decât era pre-umană, potrivit unui studiu din revista Conservation Biology.[68]
- 3 septembrie  – Astronomii au stabilit că propria noastră galaxie, Calea Lactee, face parte dintr-un super-roi nou identificat de galaxii, pe care l-au numit „Laniakea”.[69]
- 7 septembrie – NASA raportează că un asteroid mic,  numit 2014 RC, va trece la 39.900 km de Pământ în jurul orei 18:01 UTC la 7 septembrie 2014.[70][71][72]
- 8 septembrie – NASA raportează că a găsit dovezi ale tectonicii plăcilor pe Europa, un satelit al planetei Jupiter - primul semn al unei astfel de activități geologice în altă lume decât Terra.[73]
- 24 septembrie  – Prima sondă spațială a Indiei către Marte  – Mangalyaan – intră cu succes pe orbită la ora 02:00 UTC.[74][75]

### Octombrie

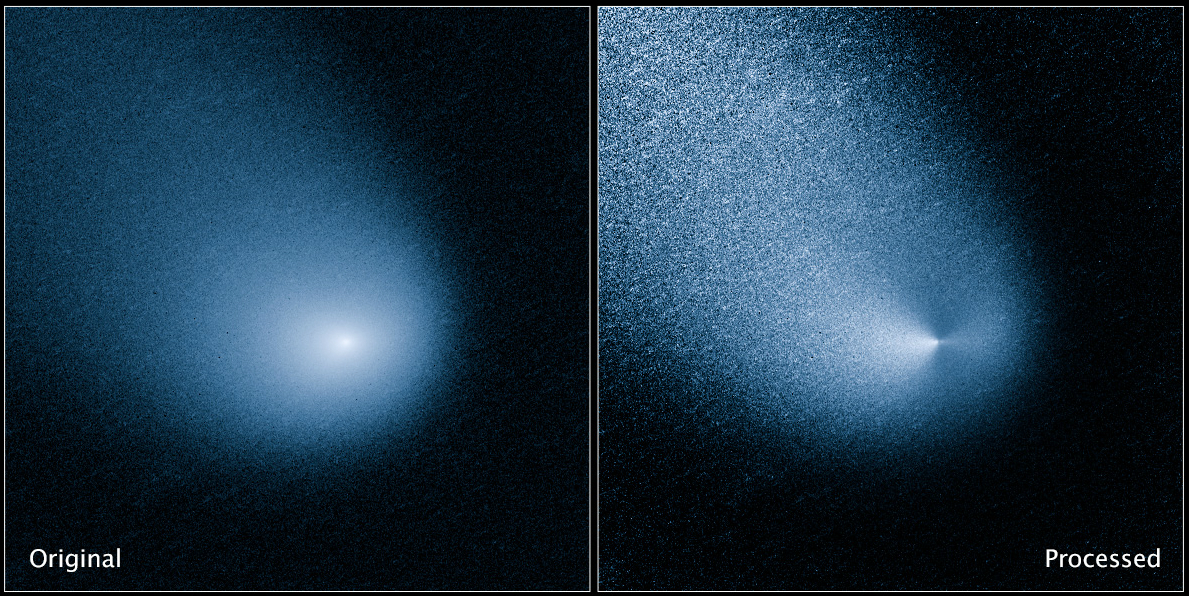
19 octombrie: Cometa C/2013 A1 a trecut la doar 140.000 km de suprafața planetei Marte.

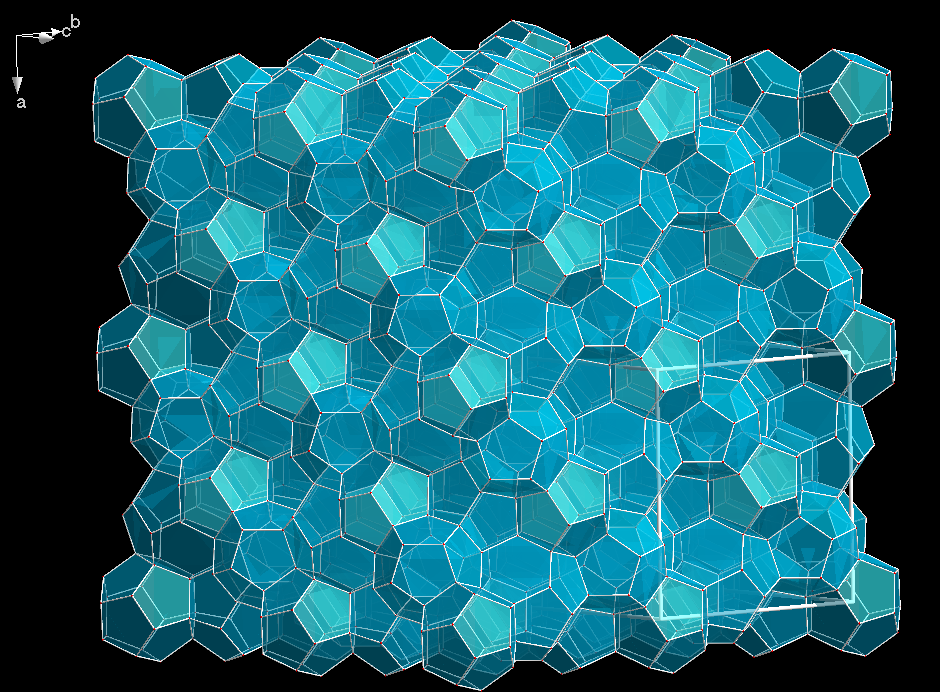
22 octombrie: Descoperirea celei de-a șaptesprezecea forme de gheață, gheața XVI.

- 6 octombrie – Premiul Nobel pentru Medicină a fost acordat lui Edvard Moser, May-Britt Moser și John O'Keefe „pentru descoperirile lor de celule care constituie un sistem de poziționare în creier” sau, mai puțin formal, pentru găsirea unui „GPS interior, în creier”.[77]
- 7 octombrie – Premiul Nobel pentru Fizică a fost acordat lui Isamu Akasaki, Hiroshi Amano și Shuji Nakamura pentru „inventarea de diode emițătoare de lumină albasră eficientă, care a permis surse de lumină albă intense și economice“ sau, mai puțin formal, lumini cu LED-uri.[78]
- 8 octombrie – Premiul Nobel pentru Chimie a fost acordat lui Eric Betzig, William Moerner și Stefan Hell pentru „dezvoltarea de microscopie fluorescentă super-rezolvată“ care aduce microscopia optică la scală nanoscopică.[79][80]
- 9 octombrie – Cercetătorii de la Harvard au transformat celulele stem embrionare umane în celule care produc insulină, un avans potențial major pentru bolnavii de diabet.[81]
- 14 octombrie – Plantele absorb cu 16% mai mult CO2 decât s-a crezut anterior, potrivit cercetărilor publicate în revista PNAS.[82]
- 19 octombrie – NASA raportează că toți orbitatorii Marte - inclusiv Mars Odyssey,[83] Mars Reconnaissance Orbiter[84] și MAVEN[85]- precum și, orbitatorul ESA,  Mars Express,[86] și satelitul ISRO, Mars Orbiter Mission,[87] sunt nevătămate după ce cometa C/2013 A1 a trecut la 140.000 km de suprafața planetei Marte.[76]
- 20 octombrie – Prin stimularea unei proteine numite NT3, oamenii de știință au refăcut auzul pierdut la șoareci.[88]
- 21 octombrie – Darek Fidyka, un polonez paralizat, devine primul om din lume care a mers din nou în urma unei terapii de pionierat, care a implicat transplantul de celule din nasul său în măduva spinării.[89]

- 22 octombrie – Descoperirea celei de-a șaptesprezecea forme stabilită experimental de gheață, gheața XVI, este acceptată pentru publicare în revista Nature.[90]
- 24 octombrie
  - Folosind celule stem de la doar 25 de mililitri de sânge, cercetătorii au crescut noi vase de sânge în doar șapte zile, comparativ cu o lună pentru același proces folosind măduva osoasă. Aceste vase de sânge au fost implantate la pacienți pentru a conecta tractul gastro-intestinal la ficat.[91]
  - Oamenii de știință de la Harvard Medical School raportează o nouă metodă de utilizare a celulelor stem toxice pentru a ataca tumorile cerebrale, fără a ucide celule normale sau singure. Procedura ar putea fi gata pentru studii clinice umane în termen de cinci ani.[92][93]
  - NASA raportează că a găsit metan în nori polari din atmosfera lui Titan, satelitul planetei Saturn.[94][95]

### Noiembrie

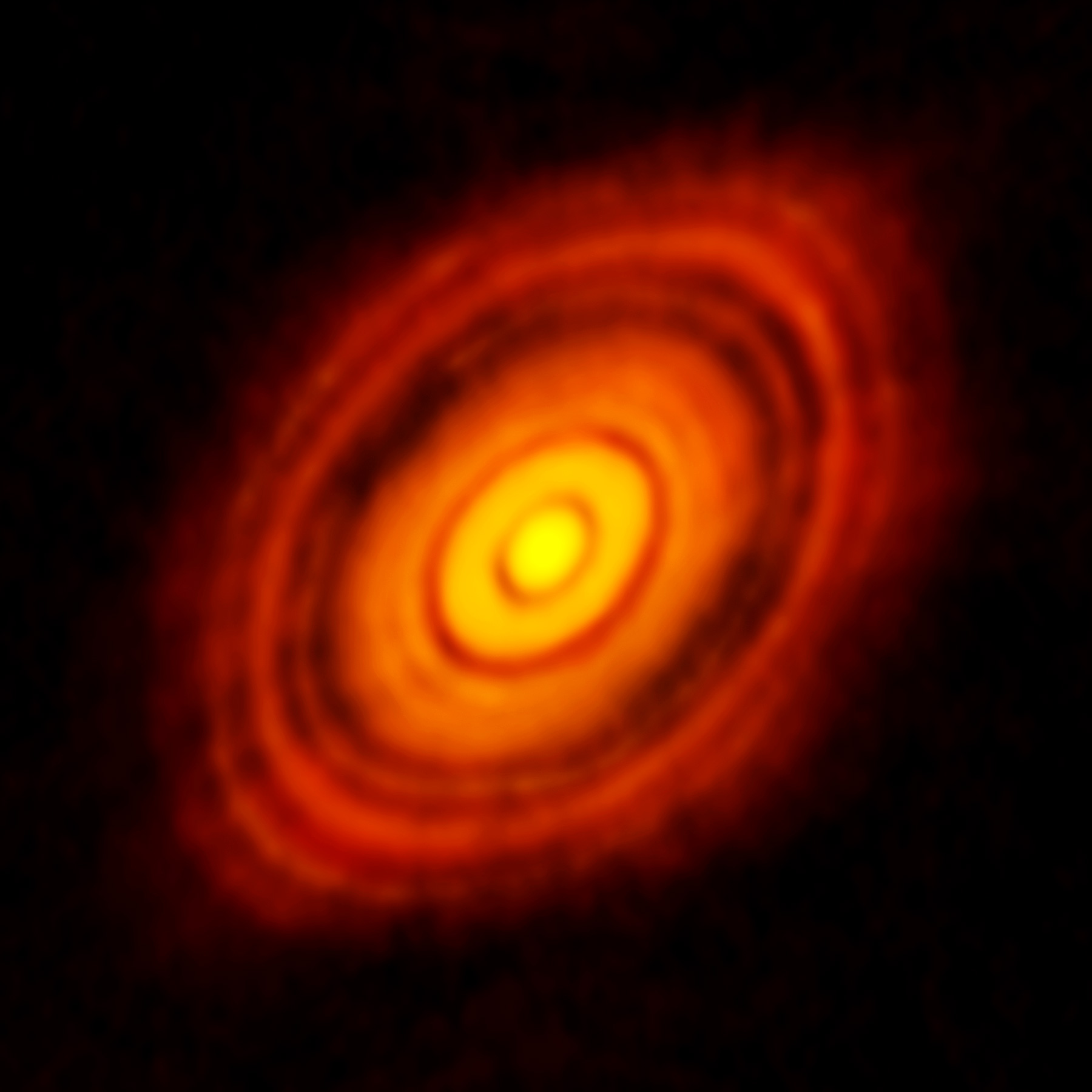
5 noiembrie: Telescopul ALMA dezvaluie un disc protoplanetar în detaliu așa cum nu s-a văzut niciodată până acum. O serie de inele concentrice sunt vizibile în imagine, care arată orbitele probabile ale planetelor tinere în procesul de formare.

- 2 noiembrie – Oamenii de știință au conceput nanoparticule artificiale fabricate din lipide care pot trata infecțiile bacteriene fără antibiotice, prevenind simultan rezistența la antibiotice.[98]
- 5 noiembrie – Telescopul ALMA dezvaluie un disc protoplanetar în detaliu așa cum nu s-a văzut niciodată până acum. O serie de inele concentrice sunt vizibile în imagine, care arată orbitele probabile ale planetelor tinere în procesul de formare.[99]
- 7 noiembrie  – NASA raportează că, în timpul zborului cometei C/2013 A1 în apropierea planetei Marte, la 19 octombrie 2014, orbitatorii din jurul lui Marte au detectat mii de kilograme pe oră de praf de comete compus din magneziu, fier, sodiu, potasiu, mangan, nichel, crom și zinc. În plus, nucleul cometei a fost determinat ca având 1,9 km, mai mic decât era de așteptat și se rotea o dată la opt ore.[100]
- 12 noiembrie  – Sonda de aterizare Philae de pe nava spațială Rosetta a aterizat cu succes pe suprafața cometei 67P/Churyumov–Gerasimenko.[101][102][103]
- 17 noiembrie
  - Un nou program software AI dezvoltat de cercetătorii de la Google și Universitatea Stanford poate recunoaște obiecte din fotografii și videoclipuri la niveluri de înțelegere aproape umană.[104][105]
  - Peștele pescar Lofiiforme este filmat în habitatul său natural, pentru prima dată, cu ajutorul unui vehicul acționat de la distanță, la o adâncime de 580 metri.[106][107]

### Decembrie
- 1 decembrie

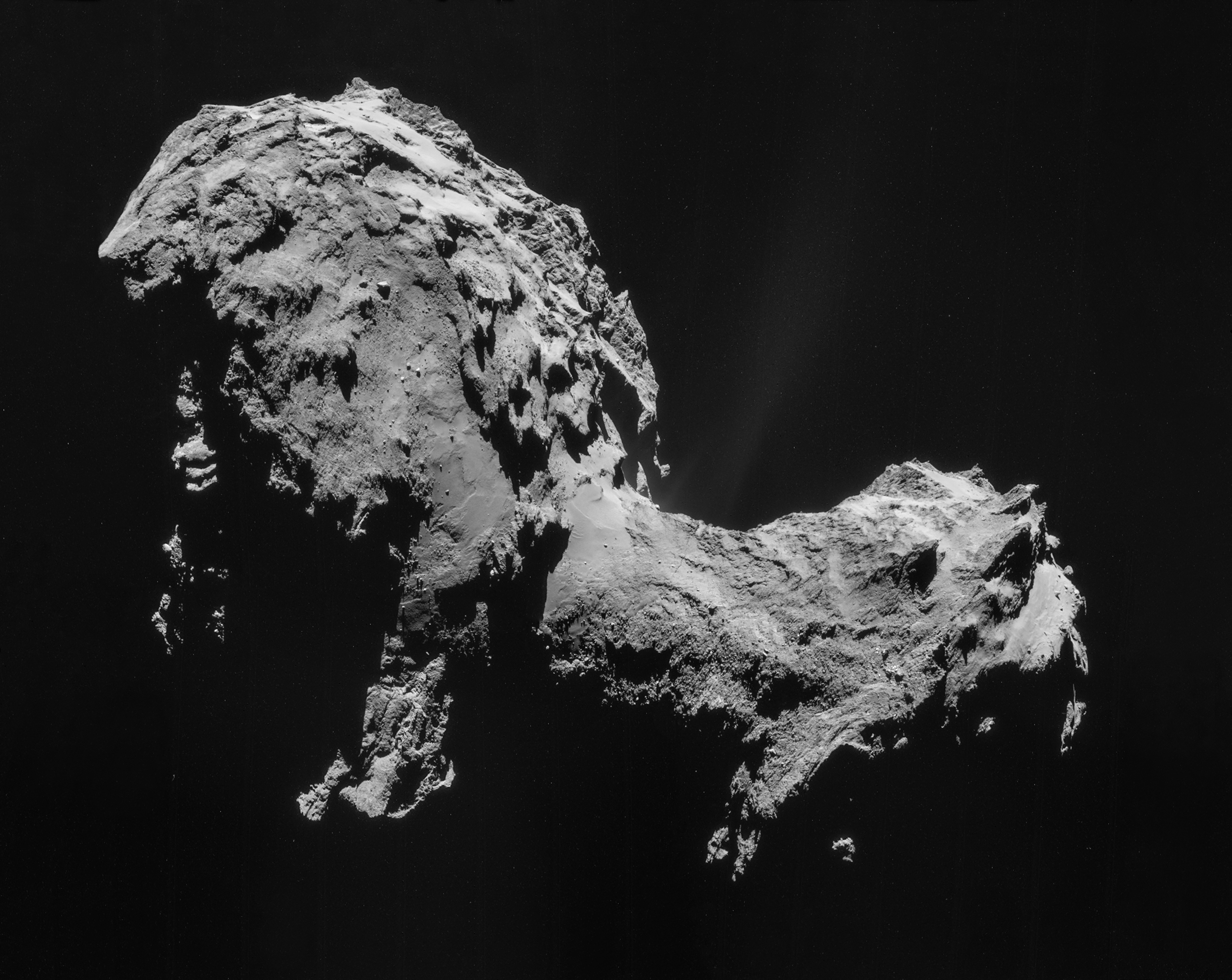
10 decembrie: Oamenii de știință raportează că compoziția vaporilor de apă din cometa 67P/Churyumov-Gerasimenko (foto), determinată de nava spațială Rosetta, este substanțial diferită de cea găsită pe Pământ. Adică, raportul dintre deuteriu și hidrogen în apa din cometă este de trei ori mai mare decât cel găsit în apa terestră. Acest lucru face foarte puțin probabil ca apa de pe Terra să provină de comete precum cometa 67P/Churyumov-Gerasimenko.

  - A fost raportată prima fosilă a unei plante carnivore – un strămoș timpuriu al Roridula, care datează de acum 35 până la 47 de milioane de ani.[110]
  - Astronomii, la întâlnirea „Planck 2014” de la Ferrara, Italia, raportează că Universul are 13,8 miliarde de ani vechime și este compus din 4,9% materie atomică, 26,6% materie întunecată și 68,5% energie întunecată.[111]
  - Pentru prima dată, imprimarea 3D a fost utilizată pentru a crea circuite electronice funcționale realizate din semiconductori și alte materiale.[112]
  - Primele enzime artificiale din lume au fost create folosind biologia sintetică.[113]
- 2 decembrie – Analiza ADN confirmă faptul că un schelet dezgropat dintr-o parcare din Marea Britanie este fostul rege, Richard al III-lea, care a murit în 1485. Acesta este cel mai vechi caz de identificare a ADN-ului unui individ cunoscut.[114][115]
- 10 decembrie – Oamenii de știință raportează că compoziția vaporilor de apă din cometa 67P/Churyumov-Gerasimenko, determinată de nava spațială Rosetta, este substanțial diferită de cea găsită pe Pământ. Adică, raportul dintre deuteriu și hidrogen în apa din cometă este de trei ori mai mare decât cel găsit în apa terestră. Acest lucru face foarte puțin probabil ca apa de pe Terra să provină de comete precum cometa 67P/Churyumov-Gerasimenko, potrivit oamenilor de știință.[108][109][116]
- 15 decembrie – Unul dintre cei șase rinoceri albi nordici rămași a murit de bătrânețe la Zoo San Diego din California, rămânând doar cinci în întreaga lume.[117]
- 19 decembrie – O nouă specie de pește este descoperită în Groapa Marianelor la o adâncime de 8.145 metri; a bătut recordul anterior pentru cel mai adânc pește din lume cu aproape 500 metri.[118]
- 31 decembrie – Oamenii de știință au descoperit că broaștele Limnonectes larvaepartus nu depun ouă, ci dau naștere la mormoloci vii.[119]